# Mannsgereuth
Mannsgereuth ist ein Ortsteil von Redwitz an der Rodach im oberfränkischen Landkreis Lichtenfels.

## Geografie
Das Dorf liegt etwa 13 Kilometer nordöstlich von Lichtenfels an den Grenzen zu den Landkreisen Kronach und Coburg im Steinachtal. Durch Mannsgereuth führt die Staatsstraße 2208 von Mitwitz nach Redwitz an der Rodach.

## Geschichte
Der erste urkundliche Erwähnung war 1283, als der Bamberger Bischof Berthold den Zehnten zu „Mangolstreut“ dem Kloster Sonnefeld schenkte. 1371 besaß Konrad Kornwurm von Burgkunstadt den Zehnten zu „Menhartsrewt“ als langheimsches Lehen. Die Mannsgereuther Mühle wurde 1328 erstmals genannt, als Hermann Schenk von Siemau dem Kloster Sonnefeld Güter in Mannsgereuth mit Gewässern verkaufte.
Im Jahr 1801 hatte Mannsgereuth sieben Häuser und fünf Stadel. Der Ort war allen hohen und niederen Gerichtsbarkeiten des Hochstifts Bamberg unterworfen. Er gehörte zum Amt Lichtenfels und war nach Graitz eingepfarrt. Den Zehnt besaß das Fürstentum Sachsen-Hildburghausen.
1818 gehörte Mannsgereuth zum Obermainkreis. 1840 hatte der Ort, der 1843 zur Gemeinde erhoben wurde, 158 Einwohner. 1862 folgte die Eingliederung des Dorfes in das neu geschaffene bayerische Bezirksamt Lichtenfels. 1875 zählte Mannsgereuth 217 Einwohner, davon 85 Katholiken und 132 Protestanten, sowie 34 Wohngebäude. 1900 umfasste die Landgemeinde Mannsgereuth eine Fläche von 200,29 Hektar, 196 Einwohner, von denen 69 katholisch und 127 protestantisch waren, sowie 35 Wohngebäude. Die katholische Schule und katholische Pfarrei waren im 2,5 Kilometer entfernten Graitz. Die protestantische Schule befand sich 2,0 Kilometer entfernt in Beikheim und die protestantische Pfarrei im 5,0 Kilometer entfernten Schmölz. Beide Orte gehörten zum Amt Kronach. 1925 lebten in dem Dorf 188 Personen, davon 81 Katholiken und 107 Protestanten, in 36 Wohngebäuden. 1950 hatte der Ort 313 Einwohner und 42 Wohngebäude.
Im Jahr 1970 zählte Mannsgereuth 268 Einwohner und 1987 301 Einwohner sowie 86 Wohngebäude mit 104 Wohnungen. Am 1. Mai 1978 wurde Mannsgereuth in die Gemeinde Redwitz an der Rodach eingegliedert.
1973 wurde der Ort Vize-Bundessieger und im gleichen Jahr sowie 1978/79 Landessieger beim Wettbewerb „Unser Dorf soll schöner werden“.

## Wirtschaft
Das Bauerndorf hat sich zu einem Standort der Möbelindustrie entwickelt. Ansässig sind der Kinderwagenhersteller Gesslein, der Sitzmöbelfabrikant Mayer, der Hersteller von Sitzgruppen Max Häublein sowie das Unternehmen Kohles Massivholzgestelle.

## Sehenswürdigkeiten
Die Dorflinde wurde wohl nach dem Ende des Dreißigjährigen Kriegs, um 1650, als Friedenslinde gepflanzt, als Stufenlinde angeschnitten, dann weiteraufgezogen und als Tanzlinde benützt. Die Stützanlage besteht aus Sandsteinpfeilern des 18. Jahrhunderts. 1977 war die Einweihung des Friedhofs, der im Wettbewerb Der grüne Friedhof des Bayerischen Landesverbandes für Gartenbau und Landespflege mit dem ersten Platz ausgezeichnet wurde. Ein Kräuter- und Mustergarten mit Kräutern, Stauden und Blumen aus dem Bauerngarten wurde 1985 eingeweiht.